# Хантер, Колин
Колин Хантер (англ. Colin Hunter, 16 июля 1841, Глазго, Ланаркшир — 24 сентября 1904, Лондон) — шотландский художник викторианской эпохи. Большинство его работ — морские пейзажи.

## Юные годы
Хантер родился в Глазго, Шотландия, в 1841 году. Около 1844 года его отец перевёз семью в Хеленсборо, на побережье залива Ферт-оф-Клайд, где он открыл книжный магазин, а также стал почтмейстером. В юности Хантер проводил большую часть свободного времени, зарисовывая натуры, а после окончания школы стал клерком в судоходной конторе в Глазго, где проработал четыре года. Там он познакомился и подружился с Уильямом Блэком, журналистом, который позже стал писателем, и начал учиться в местной художественной школе, часто работая на открытом воздухе с Милном Дональдом, художником, который научил его пейзажной живописи. 

## Карьера
В возрасте двадцати лет Хантер оставил свою канцелярскую работу, чтобы стать художником. Некоторое время спустя он провёл несколько месяцев в студии Леона Бонна в Париже, но это не изменило его стиль. Некоторые из ранних работ Хантера выставлялись в Институте изящных искусств Глазго и Королевской шотландской академии. 
В 1868 году Хантер представил свою первую заметную картину «Захват сетей» в Королевской академии в Лондоне. В 1884 году он стал членом-корреспондентом Королевской академии и в период с 1886 по 1891 год выставил около ста картин на Всемирных выставках в Берлине, Вене и Филадельфии. 
Хотя Хантер возвращался в Шотландию, чтобы рисовать, почти каждый год, с 1876 года он жил на Мелбери-роуд, в Кенсингтоне, на западной стороне Холланд-парка. Его дом и студия были огромными, и он общался с другими знаменитыми художниками. В последней четверти XIX века Мелбери-роуд и прилегающие к ней улицы стали местом обитания успешных художников, большинство из которых творили в академическом стиле. Среди художников — друзей и соседей Хантера были лорд Лейтон, Джордж Фредерик Уоттс и Люк Филдс.
В основном он писал морские пейзажи и рабочих рыбаков на берегу в рыбацких деревнях по всему побережью Шотландии, но также писал картины в Ирландии, Корнуолле и Девоне, а также путешествовал в Нью-Йорк, где написал Ниагарский водопад. 

## Личная жизнь
20 ноября 1873 года в Глазго Хантер женился на Изабелле Янг, дочери Джона Х. Янга, хирурга-стоматолога. У них было две дочери и два сына. Его сын Джон Янг Хантер и жена его сына Мэри также были художниками.
Хантер умер в сентябре 1904 года в доме Лугара по адресу Мелбери-роуд, 14, Кенсингтон, оставив значительное поместье стоимостью 11 400 фунтов стерлингов, что эквивалентно 1 551 454 фунтам стерлингов в 2023 году.